# 顺义 (南吴)
顺义（921年二月—927年十一月）是南吴睿帝杨溥的第一個年號，共计7年。

## 改元
- 武義三年——二月，改元順義元年。[2][3][4]
- 順義七年——十一月三日，楊溥稱帝；十七日，改元乾貞元年。[5][6][7]

## 紀年對照表
| 顺义 | 元年  | 二年  | 三年  | 四年  | 五年  | 六年  | 七年  |
| ---- | ----- | ----- | ----- | ----- | ----- | ----- | ----- |
| 公元 | 921年 | 922年 | 923年 | 924年 | 925年 | 926年 | 927年 |
| 干支 | 辛巳  | 壬午  | 癸未  | 甲申  | 乙酉  | 丙戌  | 丁亥  |

## 同期存在的其他政权年号
- 中國
  - 貞明（915年－921年）：後梁—朱友貞之年號
  - 龙德（921年－923年）：後梁—朱友貞之年號
  - 天祐（907年－923年）：晉—李存勗尊奉之年號
  - 同光（923年－926年）：後唐—李存勗之年號
  - 天成（926年－930年）：後唐—李嗣源之年號
  - 天復（907年－922年）：岐—李茂貞尊奉之年號
  - 天佑（922年－924年）：岐—李茂貞尊奉之年號
  - 宝大（924年－925年）：吳越—錢鏐之年號
  - 宝正（926年－931年）：吳越—錢鏐之年號
  - 乾亨（917年－925年）：南漢—劉龑之年號
  - 白龍（925年－至928年）：南漢—劉龑之年號
  - 乾德（919年－924年）：前蜀—王衍之年號
  - 咸康（925年）：前蜀—王衍之年號
  - 貞祐（921年－924年）：大長和—鄭仁旻之年號
  - 初曆（925年－926年）：大長和—鄭仁旻之年號
  - 天應（927年）：大長和—鄭隆亶之年號
  - 神册（916年－922年）：契丹—耶律阿保機之年號
  - 天赞（922年－926年）：契丹—耶律阿保機之年號
  - 天显（926年－938年）：契丹—耶律阿保機、耶律德光之年號
  - 甘露（926年－936年）：東丹—耶律倍之年號
  - 同慶（912年－966年）：于闐—尉遲烏僧波之年號
- 朝鮮半島
  - 天授（918年－933年）：高麗—太祖王建之年號
- 日本
  - 延喜（901年－922年）：平安時代—醍醐天皇之年號
  - 延長（923年－931年）：平安時代—醍醐天皇之年號